# Tanyproctus sanxiaensis
Tanyproctus sanxiaensis är en skalbaggsart som beskrevs av Zhang och Li 1997. Tanyproctus sanxiaensis ingår i släktet Tanyproctus och familjen Melolonthidae. Inga underarter finns listade i Catalogue of Life.